# José Antonio Roca
Pour les articles homonymes, voir Roca.
José Antonio Roca García (né le 24 mai 1928 à Mexico et mort le 4 mai 2007 dans la même ville) est un joueur et entraîneur de football mexicain.

## Biographie

### Club
Durant sa carrière de club, Roca a évolué dans un certain nombre de clubs du championnat mexicain comme le Club Necaxa, le CF Asturias, Zacatepec et le CF Atlante.

### International
Du côté international, il a participé avec l'équipe du Mexique à trois coupes du monde, celle de 1950 au Brésil, de 1954 en Suisse, puis celle de 1958 en Suède.

### Entraîneur
Après sa retraite de joueur, il entame une carrière d'entraîneur. Il ne s'occupe que de clubs mexicains durant sa carrière, dont tout d'abord le Club América de 1970 à 1975, avant de partir rejoindre le CF Laguna pour une saison.
Il prend ensuite les rênes de l'Atlético Español entre 1976 et 1978 (en même temps que la sélection mexicaine en 1978 pour le mondial argentin), puis du CD Tampico pendant un an.
Il va ensuite rejoindre le Club América entre 1979 et 1981 ainsi que le CF Atlas entre 1981 et 1982, puis le Deportivo Toluca de 1982 à 1984.
Il part ensuite entraîner deux de ses anciens clubs, le Club Necaxa de 1984 à 1985, puis le CF Atlante de 1985 à 1987, avant de finir sa carrière d'entraîneur à l'Ángeles de Puebla pendant la saison 1987/88.